# Trinity Lake
Trinity Lake, vroeger Clair Engle Lake genoemd, is een stuwmeer in het noorden van de Amerikaanse staat Californië. Het is gevormd door de Trinity Dam in de Trinity River in Trinity County. Die dam werd in 1962 voltooid. Met een volume van 3.019.000.000 m³ is Trinity Lake het derde grootste stuwmeer van Californië, na het naburige Shasta Lake en Lake Oroville. Net zoals Shasta Lake is Trinity een meer met tientallen lange, smalle armen. Trinity Lake ligt ten noordwesten van het regionale centrum Redding en ten noordoosten van het goldrush-stadje Weaverville.
Trinity Lake houdt water op voor het Central Valley Project, dat gebieden in de droge Central Valley van irrigatiewater voorziet. Trinity Dam genereert daarnaast ook elektriciteit.